# 普信閣
普信閣（韓語：보신각）是一座位於大韓民國首爾鐘路區的鐘樓，又稱“鐘閣”。鐘路、鐘路區得名於此。

## 圖片集

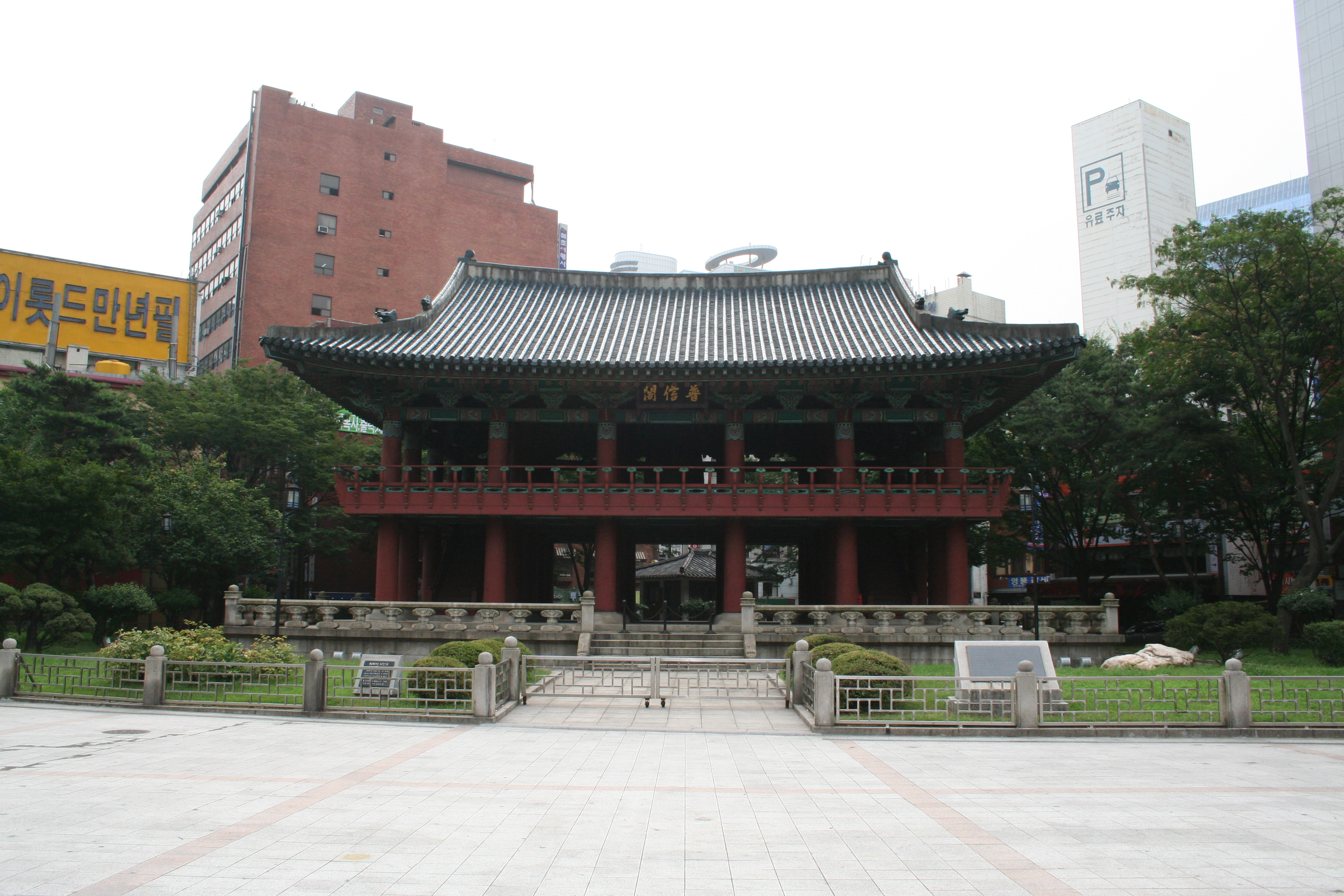
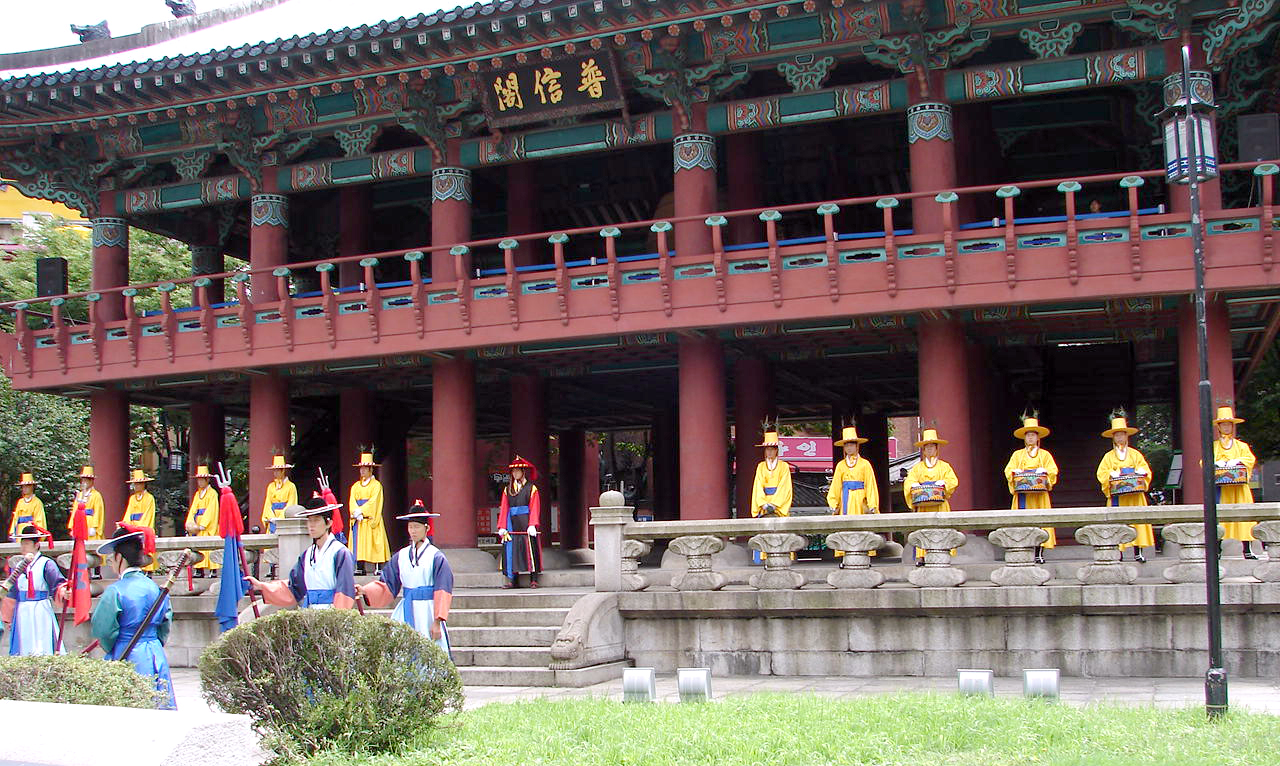
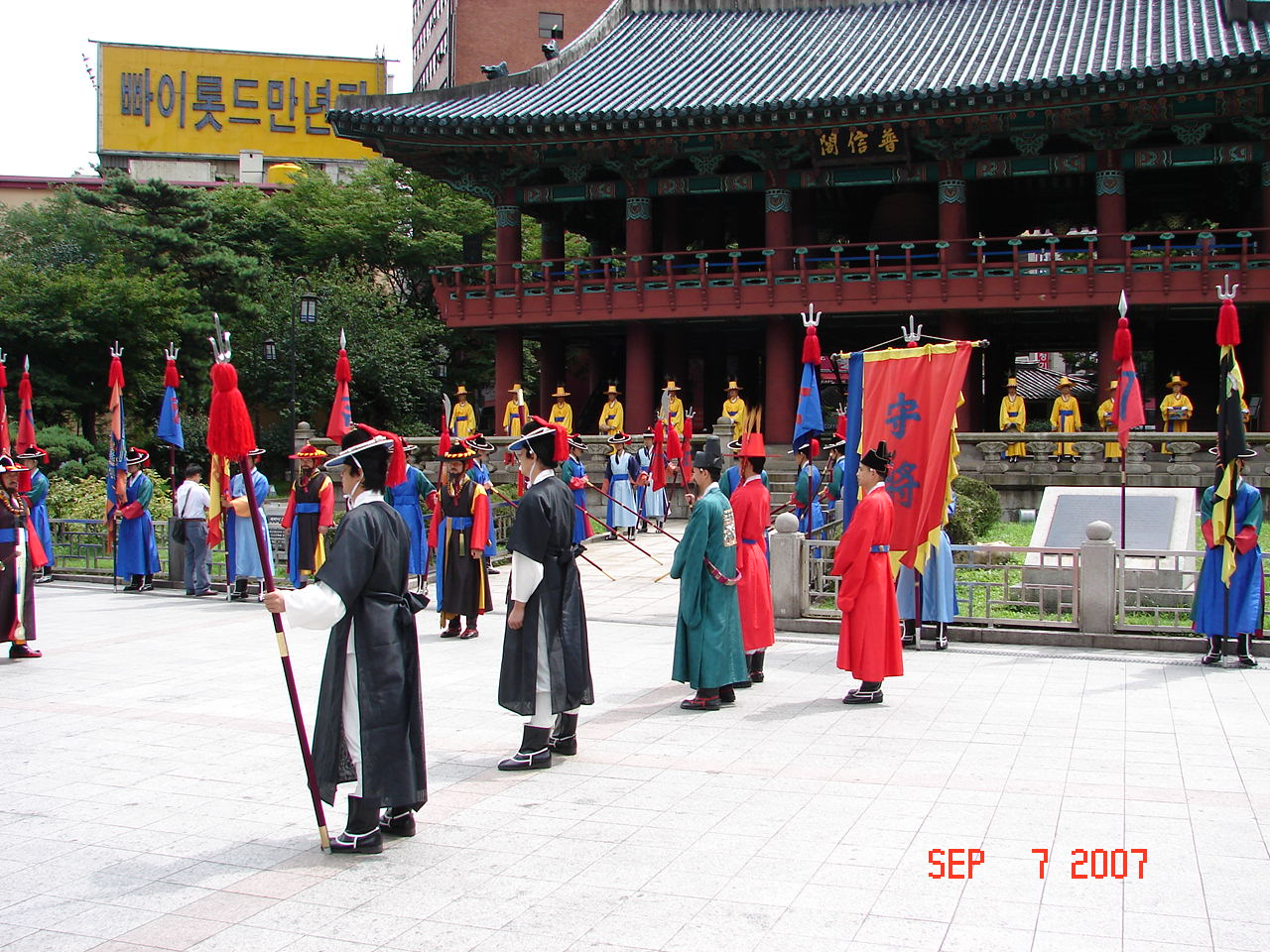
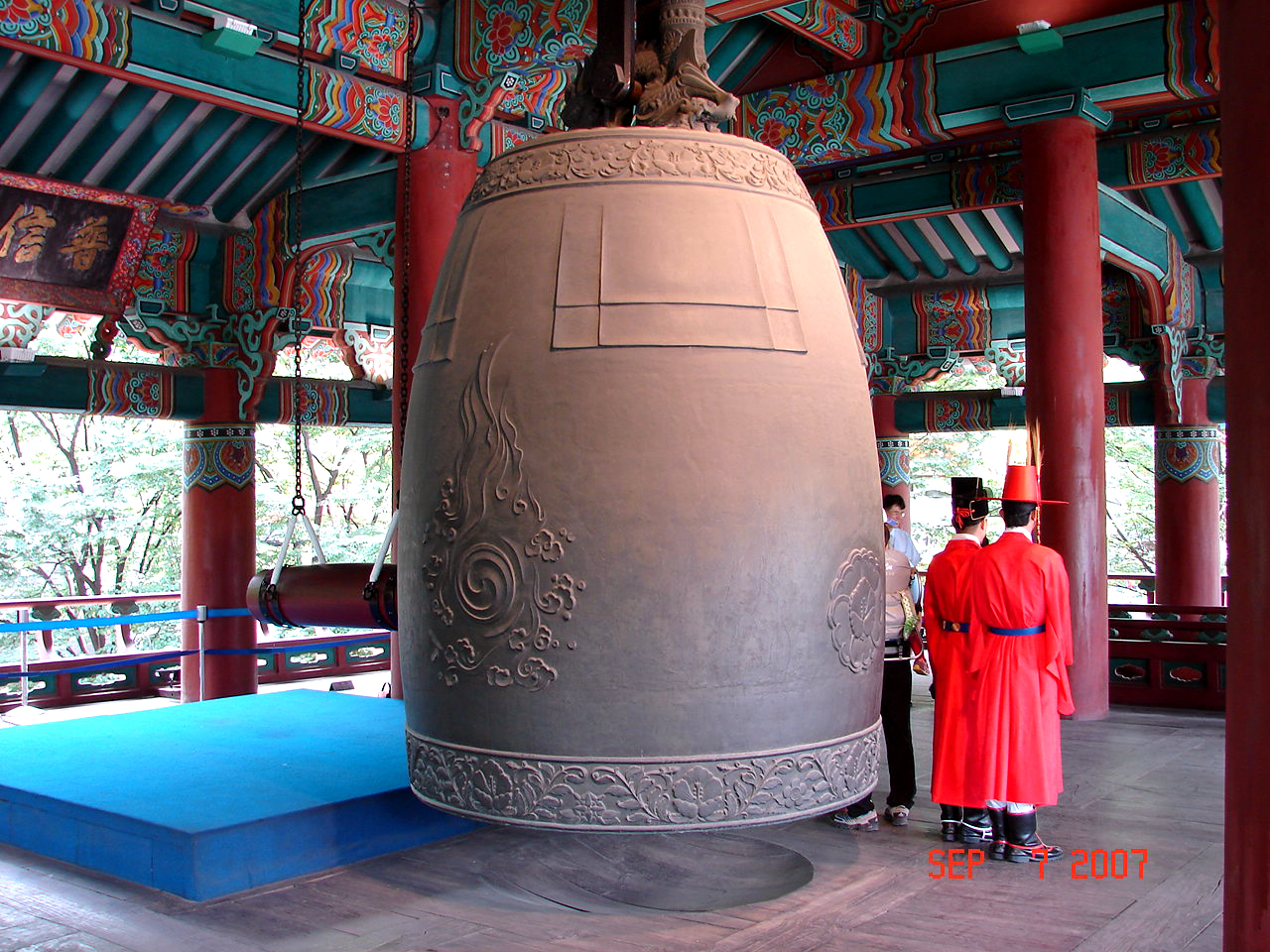

## 外部連結
- 鳥瞰圖 （页面存档备份，存于）